# Щербатов, Элиэзер Алексеевич
Эли́эзер (Эли́) Алексе́евич Щерба́тов (англ. Eliezer "Eli" Sherbatov; 9 октября 1991, Реховот, Израиль) — израильский хоккеист, левый нападающий. Имеет российское и канадское гражданство.

## Детство
Элиэзер Алексеевич Щербатов родился в израильском городе Реховоте. В возрасте двух лет он вместе с семьёй переехал в Канаду, в город Лаваль. Его родители были родом из Москвы и являлись поклонниками «Монреаль Канадиенс». По словам Элиэзера, иммиграционная служба разрешила его семье въезд в Канаду только после слов отца, что он хочет, чтобы его сын стал таким же как Ги Ляфлёр. Щербатов всегда мечтал играть в КХЛ. В 2017 году Элиэзер стал первым евреем, родившимся в Израиле, который сыграл в Континентальной хоккейной лиге.

## Карьера

### Юниорская карьера
В возрасте тринадцати лет Щербатов дебютировал в Израильской хоккейной лиге в составе взрослой команды «Метула». В сезоне 2004/05 он сумел завоевать вместе с командой бронзовые медали чемпионата. В следующем сезоне он перенёс травму ноги. В общей сложности Элиэзер играл за «Метулу» до 2008 года. В сезоне 2008/09 он выступал за местный юниорский клуб своего города в Канаде — «Лаваль-Бурасса Руссо». В регулярном сезоне он набрал 61 (29+32) очко в 45 матчах, став третьим в лиге по результативности. В плей-офф он помог команде оформить чемпионство.
С сезона 2009/10 Щербатов начал играть в «Монреаль Джуниорс» из QMJHL. В первый сезон он сумел набрать 30 (12+18) очков в 62 играх, а также 4 очка в семи матах плей-офф. Первую половину следующего сезона он провёл за «Джуниорс», после чего его обменяли в «Бэ-Комо Драккар». По итогам сезона его новая команда заняла последнее место в дивизионе и не попала в плей-офф. Эли провёл за «Бэ-Комо» 21 матч, в которых заработал 6 (3+3) результативных баллов.

### Франция
Сезон 2011/12 Щербатов провёл в клубе «Нейи-сюр-Марн», играющем в Лиге Магнуса. За сезон он набрал 14 (6+8) очков в 24 матчах. Несмотря на то, что «Нейи-сюр-Марн» по итогам сезона покинул элитный дивизион, Элиэзер продлил на один год контракт с клубом.
Второй сезон в «Нейи-сюр-Марн» Щербатов провёл очень результативно, набирая в среднем по два очка за игру. Он занял шестое место в списке лучших бомбардиров лиги. В конце сезона Элиэзер был отдан в аренду молодёжному клубу «Франкрайс Волантс Париж». За этот клуб он провёл три игры в плей-офф, в которых набрал 8 (4+4) очков.

### Международная карьера
Уже в 14 лет Щербатов дебютировал в составе юниорской сборной Израиля. В составе сборной до 18 лет он принял участие в трёх розыгрышах чемпионатов мира — 2005, 2006 и 2008 годов. На своём первом турнире он набрал 9 (4+5) очков в пяти матчах. На втором чемпионата Элиэзер набрал уже 14 (6+8) результативных балла, чем помог сборной подняться во второй дивизион. Правда, следующее участие Щербатова на юниорском чемпионате мира через 2 года закончилось возвращением команды Израиля в третий дивизион.
В 2010 году Щербатов был вызван уже в основную сборную для участия во втором дивизионе чемпионата мира. Он набрал 6 (3+3) очков в пяти матчах, что не спасло сборную Израиля от вылета в третий дивизион. На турнире следующего года Щербатов показал сверхрезультативность, заработав 26 (14+12) очков всего в четырёх играх. Он стал лучшим бомбардиром, снайпером и ассистентом турнира. Также его признали лучшим нападающим турнира.
На турнире 2012 года во втором дивизион Элиэзер вновь показал высокую результативность, набрав 14 (5+9) очков. При этом сборная Израиля сумела закрепиться в группе B второго дивизиона чемпионата мира.

## Статистика
| Легенда | Легенда                    | Легенда | Легенда                   | Легенда | Легенда    |
| ------- | -------------------------- | ------- | ------------------------- | ------- | ---------- |
| И       | Количество проведённых игр | Штр     | Штрафное время            | +/−     | Плюс-минус |
| Г       | Голы                       | П       | Голевые передачи          | О       | Очки       |
| -       | Статистика неизвестна      | —       | Статистика не учитывалась |         |            |

### Клубная карьера
- a В «Плей-офф» учитывается статистика игрока в Плей-аут.

## Достижения
| Год  | Команда             | Достижение                          | Достижение |
| ---- | ------------------- | ----------------------------------- | ---------- |
| 2005 | Метула              | Бронзовый призёр чемпионата Израиля |            |
| 2022 | Джерузалем Кэпиталз | Серебряный призёр IEHL              |            |

| Год  | Команда  | Достижение                        | Достижение |
| ---- | -------- | --------------------------------- | ---------- |
| 2015 | Бейбарыс | Бронзовый призёр Кубка Казахстана |            |
| 2016 | Бейбарыс | Чемпион Казахстана                |            |

| Год  | Команда | Достижение                                            | Достижение |
| ---- | ------- | ----------------------------------------------------- | ---------- |
| 2011 | Израиль | Победитель Третьего дивизиона чемпионата мира         |            |
| 2019 | Израиль | Победитель группы В второго дивизиона чемпионата мира |            |

| Год  | Команда | Достижение                                                | Достижение |
| ---- | ------- | --------------------------------------------------------- | ---------- |
| 2011 | Израиль | Лучший снайпер Третьего дивизиона чемпионата мира         |            |
| 2011 | Израиль | Лучший ассистент Третьего дивизиона чемпионата мира       |            |
| 2011 | Израиль | Лучший бомбардир Третьего дивизиона чемпионата мира       |            |
| 2011 | Израиль | Лучший нападающий Третьего дивизиона чемпионата мира      |            |
| 2019 | Израиль | Лучший снайпер группы В второго дивизиона чемпионата мира |            |
| 2019 | Израиль | Лучший снайпер группы В второго дивизиона чемпионата мира |            |
| 2019 | Израиль | Лучший снайпер группы В второго дивизиона чемпионата мира |            |